# The Gymnastic Society F.C.
The Gymnastic Society era un club sportivo londinese del diciottesimo secolo per la pratica del calcio e del wrestling.
è stato fondato a Londra da gentiluomini di Westmorland e Cumberland nel nord dell'Inghilterra per "praticare e coltivare i loro sport preferiti".

## Calcio
le partite di calcio si svolgevano al Kennington Common sul lato sud del fiume Tamigi, in quello che un tempo era Surrey e vicino a The Oval, . Qui "nel corso di ogni anno si giocavano partite di piccola e grossa somma". L'ultimo degli incontri frequenti ebbe luogo nell'estate del 1789 quando "ventidue gentiluomini di Westmoreland furono sostenuti contro ventidue gentiluomini di Cumberland per mille ghinee" anche se con regole che consentivano l'uso delle mani, in un gioco molto più simile al rugby che al calcio
Una delle ultime partite di calcio ebbe luogo il 4 aprile 1796 al Kennington Common.
La popolarità del calcio è attestata nella riunione inaugurale del 1826 di un'organizzazione successiva (intitolata "The London Gymnastic Society") il suo presidente dichiarò che vent'anni prima "i campi a nord, sud e ovest sarebbero stati affollati ogni pomeriggio di cricket e calcio".
È possibile che le regole del Surrey Football Club (1849) fossero basate su quelle dell'originale Gymnastic Society, poiché il fondatore William Denison si riferiva alla Società nel suo discorso ed entrambi i club giocavano con ventidue giocatori per parte. 
Il termine "Gymnastic Society" è stato utilizzato per descrivere un numero significativo di organismi sportivi inglesi, nel modo in cui oggi viene utilizzato il termine "club sportivo" o "club di calcio". Ad esempio, la "Gymnastic Society" del Manchester Athenaeum del 1849 giocava regolarmente le partite di calcio del sabato pomeriggio. 

## Wrestling
Il wrestling si è svolto nel campo da bocce annesso alla taverna Belvedere a Pentonville.